# آب‌سنگ حلقوی جالوئیت
آب‌سنگ حلقوی جالوئیت (به لاتین: Jaluit Atoll) یک جزیره در جزایر مارشال است که در زنجیره رالیک واقع شده‌است.

## خصوصیات
آب‌سنگ حلقوی جالوئیت ۱۱٫۳۴ کیلومترمربع مساحت و ۱٬۶۶۹ نفر جمعیت دارد و ۳ متر بالاتر از سطح دریا واقع شده‌است.